# 晓坪乡
晓坪乡，是中华人民共和国湖南省怀化市芷江侗族自治县下辖的一个乡镇级行政单位。

## 行政区划
晓坪乡下辖以下地区：
晓坪村、青竹溪村、凉山坡村、兰水村、小冲村、岩坳村、岩贝村、长塘村、大水田村和枇杷垠村。